# دهستان تاپا
دهستان تاپا (به لاتین: Tapa Parish) یک منطقهٔ مسکونی در استونی است که در شهرستان لنه-ویرو واقع شده‌است.

## خصوصیات
دهستان تاپا ۲۶۲٫۸ کیلومترمربع مساحت و ۷٬۸۴۹ نفر جمعیت دارد.